# Mötet i Örebro 1347
Mötet i Örebro 1347 var en sammankomst som hölls i Örebro för att diskutera och besluta om Sveriges angelägenheter. Det genomfördes under februari och början av mars 1347.
På mötet diskuterades den nya landslagen, som ersättare av  landskapslagarna och gällande hela riket.